# Мак незаконний
Мак незаконний (Papaver nothum) — однорічна трав'яниста рослина роду мак (Papaver).

## Ботанічний опис
Стебло 20–75 см заввишки.
Цвіте у квітні-червні.
Плід — коробочка. Насіння — 0,7–0,8 мм.

## Поширення в Україні
Вид поширений у Криму та у степу. Росте на схилах, відслоненнях порід, у посівах. Бур'ян.